# 女王公园巡游者足球俱乐部

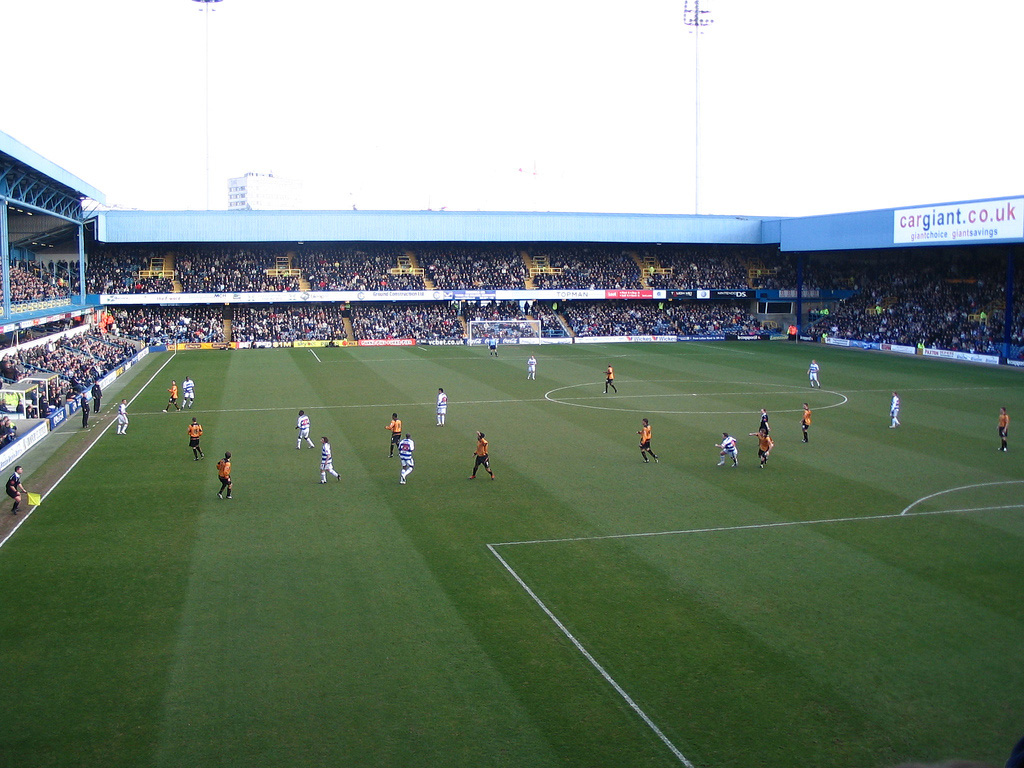
羅夫圖斯路球場

女王公园巡游者足球俱乐部（英語：Queens Park Rangers Football Club，簡稱Rangers，縮寫QPR）是英格蘭大倫敦哈默史密斯-富勒姆區謝潑德叢林（Shepherd's Bush）的職業足球隊，與兩支英超球隊和為鄰。成立於1882年，主場為洛夫特斯路球場（Loftus Road），於2011年由英格蘭冠军聯賽升班到英格兰足球超级联赛作賽。兩年後降回英冠。在2014年取得英冠升班附加賽冠軍重返英超，但翌年回降英冠。
昆士柏流浪的吉祥物原本是為稱為「Jude the Cat」的黑貓，但由於前意大利東主弗拉维奥·布里亚托利（Flavio Briatore）迷信黑貓會帶來不祥而被撤換。

## 歷史
昆士柏流浪是成立於1882年，由兩家地區性足球會合併而得，而合併後還獲得新名字，為「Queens Park Rangers」，以表示大多數球員是來自倫敦西北部的昆士柏區（Queens Park）。昆士柏流浪於1889年成為職業球會，但長期以來都是處於地區聯賽範圍。在1917年擁有自己主場地前，甚至前後借用了共二十個球場作為自己的主場。
1958/59年在聯賽改制下被編入丙組。1966/67年球季以丙組球隊身份贏得英格蘭聯賽盃，是首支丙組隊獲得此殊榮。其後再於1968/69年球季升級至甲組，但只打了一季便降回乙組。迄今最好成績為1975/76年球季贏得甲組聯賽亞軍。隨後一直都只在升級降級邊緣裡掙扎，只有在1981/82年球季獲得英格蘭足總盃亞軍才值得一提。
1992年為英超創始成員，但在1996年因在英超排第十九位而降級至甲組《第二級》；隨後更降至乙組《第三級》。直至2003/04年球季才升回甲組《第二級》。2010/11年獲得英冠聯賽冠軍，再度升回英超。昆士柏流浪升上英超後雖然大肆擴軍，但成績不濟，首屆僅僅護級成功，至2012/13年球季護級失敗，回降英冠，但次年取得英冠第四名取得升班附加賽資格，最後取得升班附加賽冠軍，於2014/15年度球季重返英超。不過重返英超的昆士柏流浪位列聯賽榜末席，一年後降回英冠，之後一直在英冠比賽至今。
昆士柏流浪近年曾經被易手。2007年11月7日由義大利商人弗拉维奥·布里亚托利獲得球會擁有權，正式入主昆士柏流浪。至2011年8月18日，球會又再轉售予馬來西亞商人東尼·費南德斯（Tony Fernandes）。

### 大事紀年
| 年 份   | 事 項 |
| ------- | --- |
| 1899-00 | 加入南部甲組聯賽                                                                                           |
| 1900-01 | 同時加入西部聯賽                                                                                           |
| 1905-06 | 西部聯賽冠軍                                                                                               |
| 1906-07 | 西部聯賽甲A聯賽亞軍                                                                                        |
| 1907-08 | 南部聯賽冠軍                                                                                               |
| 1908-09 | 西部聯賽甲A聯賽亞軍                                                                                        |
| 1911-12 | 南部聯賽冠軍（第二次）                                                                                     |
| 1920-21 | 足球聯盟南區丙組聯賽創始成員                                                                               |
| 1946-47 | 南區丙組聯賽亞軍                                                                                           |
| 1947-48 | 南區丙組聯賽冠軍升級乙組                                                                                   |
| 1952    | 乙組聯賽排第廿二位，降級南區丙組                                                                           |
| 1958-59 | 置於重組後的丙組聯賽                                                                                       |
| 1966-67 | 丙組聯賽冠軍，升級乙組。決賽3-2擊敗，聯賽杯冠軍                                                            |
| 1967-68 | 乙組聯賽亞軍，升級甲組                                                                                     |
| 1969    | 甲組聯賽排第廿二位，降級乙組                                                                               |
| 1972-73 | 乙組聯賽亞軍，升級甲組                                                                                     |
| 1975-76 | 甲組聯賽亞軍                                                                                               |
| 1976-77 | 晉身聯賽杯四強                                                                                             |
| 1979    | 甲組聯賽排第廿位，降級乙組                                                                                 |
| 1981-82 | 決賽1-1，重賽0-1負於，足總杯亞軍                                                                           |
| 1982-83 | 乙組聯賽冠軍，升級甲組                                                                                     |
| 1985-86 | 決賽 0-3 負於牛津联，聯賽杯亞軍                                                                            |
| 1992-93 | 超聯創始成員                                                                                               |
| 1996    | 超聯排第十九位，降級甲組《II》                                                                             |
| 2001    | 甲組《II》聯賽排第廿三位，降級乙組《III》                                                                  |
| 2002-03 | 乙組《III》聯賽排第四位，附加賽準决賽兩回合累計2-1擊敗，千禧球場決賽0-1負於卡迪夫城                        |
| 2003-04 | 乙組《III》聯賽亞軍，升級甲組《II》。甲組《II》更名“英冠聯賽”                                              |
| 2010-11 | 英冠聯賽冠軍，升級英超聯賽                                                                                 |
| 2011-12 | 英超聯賽最後一輪作客雖然以2-3不敵應屆冠軍曼城，但以1分之微力壓同日賽和史篤城的保頓，排第十七位，成功護級。 |
| 2012-13 | 英超聯賽排第廿位，降級英冠聯賽。                                                                           |
| 2013-14 | 冠軍聯賽第四名，升班附加賽冠軍，升級英超聯賽。                                                             |
| 2014-15 | 英超聯賽排第廿位，降級英冠聯賽。                                                                           |

## 球會近況
- 2019年5月8日，委任前諾定咸森林領隊出任新領隊[3]。
- 2019年5月14日，委任前阿仙奴教練尼爾·班菲爾德（英语：Neil Banfield）出任一隊教練[4]。

### 盃賽成績
| 圈數     | 日期         | 主／客   | 對賽球隊 | 紀錄                                 |
| 聯 賽 盃 | 聯 賽 盃     | 聯 賽 盃 | 聯 賽 盃 | 聯 賽 盃                             |
| -------- | ------------ | -------- | -------- | ------------------------------------ |
| 第一圈   | 2020年9月5日 | 客       | 普利茅夫 | 負2 - 3                              |
| 足 總 盃 |              |          |          |                                      |
| 第三圈   | 2021年1月9日 | 主       | 富咸     | 負0 - 2(加時) （页面存档备份，存于） |

## 主場球場

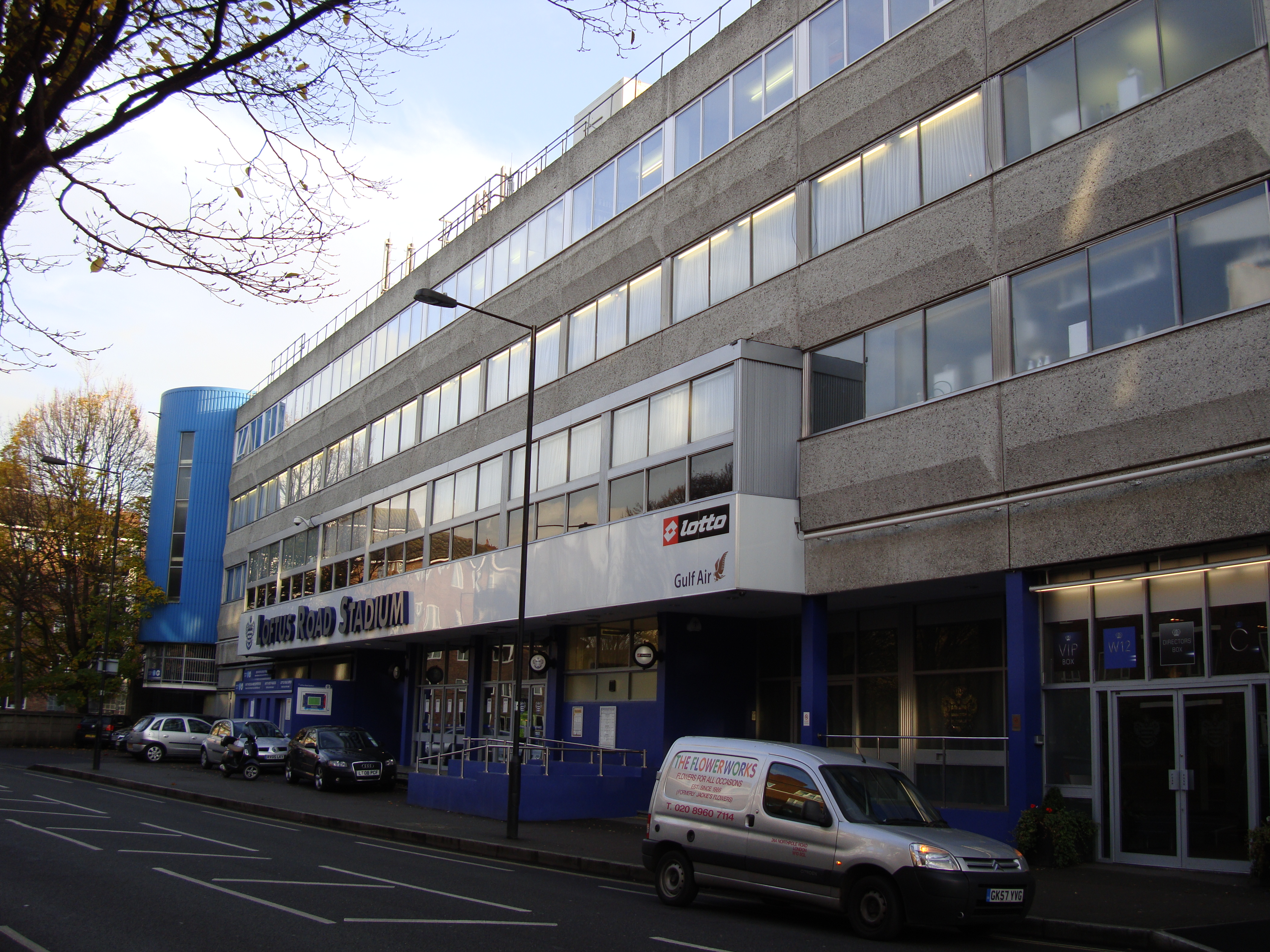
洛夫特斯路球場

洛夫特斯路球場（Loftus Road）位於倫敦西部的謝潑德叢林（Shepherd's Bush）一條橫街，僅可容19,105名觀眾的小型球場，由於座位空間狹窄，被戲稱為「樂高樂園」（Legoland）。1904年啟用時為謝潑德叢林足球隊（Shepherd's Bush）的主場，1917年昆士柏流浪才遷入作為主場。當卡雲農舍球場在2002-04年裝修期間，富咸曾共用洛夫特斯路球場為主場。在富咸之前，洛夫特斯路曾用作倫敦黃蜂欖球會（London Wasps）的主場及舉辦拳擊比賽。
看台
「南非路看台」（South Africa Road stand）是球場四個看台中最大的，兩層結構，設有後備席、更衣室、球員通道、套房、辦公室、球會精品店、售票處及新聞發佈室。「洛夫看台」（The Loft）是位於球門後方的兩層看台，2008年夏季在上下層分隔的廣告板處加設一個彩色記分牌。「埃勒斯利路看台」（Ellerslie Road stand）在1972年重建，因贊助而不斷更換名稱，但昆士柏流浪的球迷一直沿用舊名稱。單層的高度是場內最矮的看台，它是著名的「R座」（R Block）所在地。在球場西面球門後方是「學校看台」（School End），看台的結構與「洛夫看台」相同。

## 球會榮譽

舊會徽（2008-2016）

舊會徽（1982-2008）

| 榮譽                  | 次數        | 年度                   |
| 聯 賽 比 賽           | 聯 賽 比 賽 | 聯 賽 比 賽            |
| --------------------- | ----------- | ---------------------- |
| 甲組《I》聯賽 亞軍    | 1           | 1975/76年。            |
| 冠軍聯賽 冠軍         | 1           | 2010/11年。            |
| 冠軍聯賽附加賽 冠軍   | 1           | 2013/14年。            |
| 乙組《II》聯賽 冠軍   | 1           | 1982/83年。            |
| 乙組《II》聯賽 亞軍   | 2           | 1967/68年、1972/73年。 |
| 丙組《III》聯賽 冠軍  | 1           | 1966/67年。            |
| 乙組《III》聯賽 亞軍  | 1           | 2003/04年。            |
| 南區丙組聯賽 冠軍     | 1           | 1947/48年。            |
| 南區丙組聯賽 亞軍     | 1           | 1946/47年。            |
| 杯 賽 比 賽           |             |                        |
| 足總杯 亞軍           | 1           | 1981/82年。            |
| 聯賽杯 冠軍           | 1           | 1966/67年。            |
| 聯賽杯（牛奶杯） 亞軍 | 1           | 1985/86年。            |

## 球員名單
更新日期：2019年8月17日 (六) 16:06 (UTC) 
粗體字為新加盟球員 

### 目前效力（2023/24）
| 編號         | 國籍     | 球員名字                                | 位置      | 出生日期       | 加盟年份 | 前屬球會   | 身價     |
| 門 將        | 門 將    | 門 將                                   | 門 將     | 門 將          | 門 將    | 門 將      | 門 將    |
| ------------ | -------- | --------------------------------------- | --------- | -------------- | -------- | ---------- | -------- |
| 1            | 塞内加尔 | 辛尼·迪安（Seny Dieng）                 | 門將      | 1994年11月23日 | 2016     | 杜伊斯堡   | 自由轉會 |
| 13           | 蘇格蘭   | 佐敦·艾查（Jordan Archer）              | 門將      | 1993年4月12日  | 2021     | 米杜士堡   | 自由轉會 |
| 32           | 英格兰   | 祖·華殊（Joe Walsh）                    | 門將      | 2002年4月1日   | 2021     | 基寧咸     | 無透露   |
| 38           | 英格兰   | 梅菲·馬肯尼（Murphy Mahoney）           | 門將      | 2001年12月27日 | 2021     | 青年軍     | --       |
| 後 衛        |          |                                         |           |                |          |            |          |
| 2            | 塞拉利昂 | 奧士文·卡基（Osman Kakay）              | 右閘/左閘 | 1997年8月25日  | 2015     | 青年軍     | --       |
| 3            | 爱尔兰   | 占美·鄧尼（Jimmy Dunne）                | 中堅      | 1997年10月19日 | 2021     | 般尼       | 無透露   |
| 5            | 英格兰   | （Jake Clarke-Salter）                  | 中堅      | 1997年9月22日  | 2022     | 車路士     | 自由轉會 |
| 16           | 芬兰     | 歷高·夏馬拿倫（Niko Hämäläinen）        | 左閘/左翼 | 1997年3月5日   | 2014     | FC達拉斯   | 自由轉會 |
| 22           | 蘇利南   | 肯尼夫·柏爾（Kenneth Paal）             | 左閘/中場 | 1997年6月24日  | 2022     | 施禾利     | 自由轉會 |
| 28           | 英格兰   | 祖·古賓斯（Joe Gubbins）                | 中堅/左閘 | 2001年8月3日   | 2017     | 修咸頓     | 自由轉會 |
| 29           | 英格兰   | 艾朗·達維（Aaron Drewe）                | 右閘/中堅 | 2001年2月8日   | 2019     | 青年軍     | --       |
| 中 場／翼 鋒 |          |                                         |           |                |          |            |          |
| 6            | 挪威     | （Stefan Johansen）                     | 中場/防中 | 1991年1月8日   | 2021     | 富咸       | 無透露   |
| 7            | 英格兰   | （Chris Willock）                       | 翼鋒/攻中 | 1998年1月31日  | 2020     | 賓菲加     | 無透露   |
| 10           | 摩洛哥   | 伊利亞斯·查亞（Ilias Chair）            | 攻中/左翼 | 1997年10月30日 | 2017     | 利亞斯     | 無透露   |
| 15           | 英格兰   | （Sam Field）                           | 防中/中場 | 1998年5月8日   | 2021     | 西布朗     | 無透露   |
| 17           | 英格兰   | 安祖·杜斯爾（Andre Dozzell）            | 中場/防中 | 1999年5月2日   | 2021     | 葉士域治   | 無透露   |
| 19           | 英格兰   | 以利亞·迪臣-邦拿（Elijah Dixon-Bonner） | 中場/防中 | 2001年1月1日   | 2022     | 利物浦     | 自由轉會 |
| 20           | 英格兰   | 泰萊·李察士（Taylor Richards）          | 攻中/中場 | 2000年12月4日  | 2023     | 白禮頓     | 無透露   |
| 37           | 加纳     | 艾拔·艾度馬（Albert Adomah）            | 翼鋒      | 1987年12月13日 | 2020     | 諾定咸森林 | 自由轉會 |
| 前 鋒        |          |                                         |           |                |          |            |          |
| 9            | 蘇格蘭   | 林登·戴克斯（Lyndon Dykes）             | 前鋒      | 1995年10月7日  | 2020     | 利雲斯頓   | 無透露   |
| 14           | 蘇格蘭   | （Chris Martin）                        | 前鋒      | 1988年11月4日  | 2023     | 布里斯托城 | 自由轉會 |

^  注解1： 按上陣次數可增加至400萬鎊

### 離隊球員（2023/24）
| 編號             | 國籍             | 球員名字                           | 位置             | 出生日期         | 加盟年份         | 加盟球會         | 身價             |
| 2023年夏季轉會窗 | 2023年夏季轉會窗 | 2023年夏季轉會窗                   | 2023年夏季轉會窗 | 2023年夏季轉會窗 | 2023年夏季轉會窗 | 2023年夏季轉會窗 | 2023年夏季轉會窗 |
| ---------------- | ---------------- | ---------------------------------- | ---------------- | ---------------- | ---------------- | ---------------- | ---------------- |
| 4                | 英格兰           | 羅拔·迪基爾（Rob Dickie）          | 中堅             | 1996年3月3日     | 2020             | 布里斯托城       | 無透露           |
| 8                | 英格兰           | 勞基·艾莫斯（Luke Amos）           | 防中/中場        | 1997年2月23日    | 2020             | --               | 季後放棄         |
| 23               | 爱尔兰           | 干拿·馬斯特臣（Conor Masterson）   | 中堅             | 1998年9月8日     | 2019             | 基寧咸           | 季後放棄         |
| 24               | 北爱尔兰         | 查理·奧雲斯（Charlie Owens）       | 防中/中場        | 1997年12月7日    | 2017             | --               | 季後放棄         |
| 25               | 爱尔兰           | 奧拉米德·蘇迪普（Olamide Shodipo） | 翼鋒             | 1997年7月5日     | 2016             | --               | 季後放棄         |
| 26               | 奈及利亞         | 里安·巴洛根（Leon Balogun）        | 中堅/右閘        | 1988年6月28日    | 2022             | --               | 季後放棄         |
| 借 用 歸 還      |                  |                                    |                  |                  |                  |                  |                  |
| 27               | 英格兰           | 艾芬·賴特（Ethan Laird）           | 右閘/右翼        | 2001年8月5日     | 2022             | 曼聯             | 借用歸還         |

## 著名球星
- 佳夫·阿倫（Clive Allen）
- 萊斯·阿倫（Les Allen）
- （Jay Bothroyd）
- 史丹·保斯（Stanley Bowles）
- （Júlio César）
- （Djibril Cissé）
- （Peter Crouch）
- （Shaun Derry）
- 加利·法蘭西斯（Gerry Francis）
- （Anton Ferdinand）
- 萊斯·費迪南（Les Ferdinand）
- 朗尼·馬殊（英语：Rodney Marsh (footballer)）（Rodney Marsh）
- 阿倫·麥當奴（英语：Alan McDonald (Northern Ireland footballer)）（Alan McDonald）
- 法蘭·麥連托（Frank McLintock）
- （Park Ji Sung）
- 保羅·柏加（英语：Paul Parker (footballer)）（Paul Parker）
- 菲爾·柏堅斯（Phil Parkes）
- （Loïc Rémy）
- （Christopher Samba）
- 大衛·施文（David Seaman）
- 杜利華·冼佳亞（Trevor Sinclair）
- 雷·韋建士（Ray Wilkins）
- 泰利·雲拿保斯（Terry Venables）
- （Luke Young）

## 与中国国奥斗殴事件
北京时间2007年2月7日，QPR在自己伦敦的哈灵顿训练基地同中国国奥进行热身比赛，比赛第75分钟时两方因肢体接触过大而大打出手，场面失控长达数分钟，中国国奥方面的陈涛和郑涛都受到重伤，特别是后者的下颌骨被对方的黑人球员打断，而QPR方面球员在冲突后似乎毫发未损，没有人受伤。事件导火索的中国国奥队员郜林在之后被国奥队开除，其他六名参与斗殴的球员也被提前遣送回国。